# Przeźroczka hełmiasta
Przeźroczka hełmiasta (Parambassis pulcinella) – gatunek tropikalnej ryby z rodziny przeźroczkowatych (Ambassidae). Gatunek endemiczny dla Mjanmy (Birmy).
Zamieszkuje wartkie strumienie o dobrze natlenionej wodzie. Osiąga rozmiary do 10 cm. Ryba mięsożerna; stadna, towarzyska.
Potrzebuje wody o temperaturze 23–27 °C i odczynie pH równym 7–7,5.